# Redlichiida
Die Redlichiida sind eine der neun Ordnungen der ausgestorbenen Trilobiten (Trilobita). Zusammen mit den Agnostida, den Corynexochida und den Ptychopariida sind sie eine der vier älteren Trilobitenordnungen, die bereits ab dem Unterkambrium auftraten.

## Etymologie
Die Ordnung der Redlichiida wurde 1932 von dem deutschen Paläontologen Rudolf Richter zum ersten Mal wissenschaftlich beschrieben und zu Ehren des österreichischen Geologen Karl August Redlich benannt.

## Beschreibung
(Morphologische Begriffe werden ausführlicher im Artikel Trilobiten erläutert)
Redlichiida haben ein primitiv anmutendes Erscheinungsbild. Ihr Cephalon (Kopfschild) ist groß und halbkreisförmig, die Glabella meist langgestreckt, deutlich segmentiert und gewöhnlich nach vorn breiter werdend. Die starken Wangenstacheln sind eine Verlängerung des röhrenförmig verstärkten Kopfschildrandes. Das Hypostom ist normalerweise konterminant positioniert. Die Rostralplatte ist meist recht breit. Ihre Augen sind länglich, vorstehend und sichelförmig; sie werden von einer deutlichen rückenförmigen Aufwölbung – den Augenleisten – begleitet, die sich bis an den Vorderrand der Glabella hinzieht. Der Thorax (Brustpanzer) besteht aus vielen Segmenten (es können mehr als 90 vorhanden sein), deren Länge in Richtung des Pygidiums (Schwanzschild) stetig abnimmt; die Pleuren enden gewöhnlich in Spitzen. Manchmal ist eine Unterteilung des Thorax in einen breiteren Prothorax und einen schmäleren Ophistothorax möglich (wie beispielsweise bei den Emuelloidea). Das winzige Pygidium besteht oft nur aus einem oder sehr wenigen Segmenten.
Redlichiida sind sehr häufig mit Stacheln bewehrt – diese können am Kopfschild (Wangenstacheln), an der Glabella, am Schwanz und an den Thoraxsegmenten (Pleuralstacheln) ansetzen. Im Gegensatz zu anderen Trilobitenordnungen konnten sich Redlichiida zu Verteidigungszwecken höchstwahrscheinlich nicht einrollen.
Die Familie der Olenelliden besitzen als Erkennungsmerkmal Stacheln am dritten Brustsegment. Bei einigen Fundstücken wurden auch Fortsätze wie Beine, Antennen und Kiemen usw. erhalten. In Anzahl, Anordnung und Typus befolgen diese für Trilobiten charakteristische Muster.

## Verbreitung und Vorkommen
In Faunengemeinschaften des Unterkambriums sind Redlichiida gängige Fossilien mit weltweiter Verbreitung. Sie wurden in zwei bekannten Konservatlagerstätten gefunden – im Emu-Bay-Schiefer im Bundesstaat South Australia (Känguru-Insel) sowie in der Chengjiang-Faunengemeinschaft in der Volksrepublik China.

### Faunenprovinzen
Innerhalb der Redlichiida kommen Vertreter aus der Unterordnung Redlichiina nur in kambrischen Schichtverbänden außerhalb Laurentias vor, sie finden sich in der Acadobaltischen Faunenprovinz – Avalonia, Baltica und Westliches Gondwana – sowie in der Orientalischen Faunenprovinz des Östlichen Gondwana. Im Gegensatz zur Familie der Olenelliden besitzen sie Gesichtsnähte, ihre Versteinerungen werden oft von den sogenannten Librigenae („freie Wangen“) begleitet.
Die Familie der Olenelliden hingegen ist auf den kambrischen Kontinent Laurentia (Nordamerikanische Faunenprovinz – Nordamerika und assoziierte Gebiete) beschränkt. Olenelliden sind recht häufig und definieren gleichermaßen die damalige Ausdehnung Laurentias. Ihr plötzliches Verschwinden legt in ihrem Verbreitungsgebiet die Grenze zwischen Unter- und Mittelkambrium fest. Olenellide besitzen keine Gesichtsnaht.
Zwischen den Olenelliden und den Redlichiina besteht eine deutlich ausgeprägte Ausschließlichkeit ihres Vorkommens, nur in Marokko und in der westlichen Mongolei treten beide Faunen gemeinsam auf. Stark endemische Gattungen der Redlichiina ermöglichen ferner eine weitere Unterteilung der Orientalischen Faunenprovinz in folgende Unterprovinzen:
- Lena-Sajan
- Huangho
- Jangtse
- Östliches Mittelmeer
- Zagros-Himalaya
- Australien
- Antarktis

## Entwicklungsgeschichte
Redlichiida sind die ersten im Fossilbericht auftretenden Trilobiten überhaupt. Der älteste bisher bekannte Trilobit stammt aus der zu den Redlichiida gehörenden Familie Fallotaspidae. Die meisten Wissenschaftler sind der Ansicht, dass in der Ordnung Redlichiida bzw. in deren Unterordnung Redlichiina der gemeinsame Vorfahr aller anderen Trilobitenordnungen zu suchen ist – eine Ausnahme bilden hierbei jedoch die Agnostiden. Gewöhnlich wird angenommen, dass sich die Ordnungen Corynexochida und Ptychopariida während des Unterkambriums aus den Redlichiina entwickelten und die Lichida dann später während des Mittelkambriums entweder aus den Redlichiida oder aus den Corynexochida hervorgingen.
Die Redlichiida starben noch vor dem Ende des mittleren Kambriums aus.

## Systematik

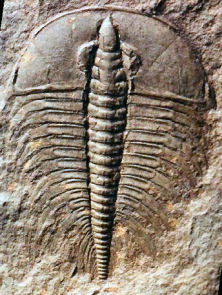
Nevadia sp. (Familie Nevadiidae)

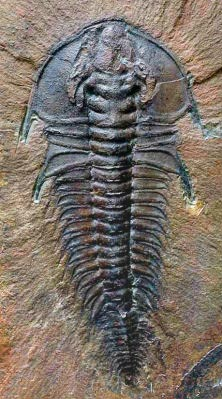
Mesonacis vermontanus (Familie Olenellidae)

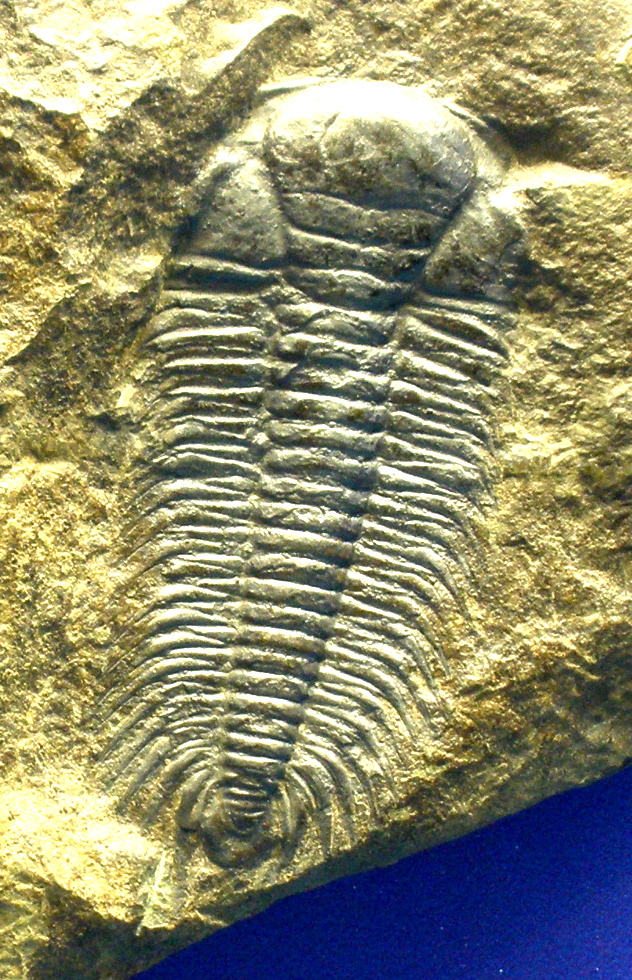
Paradoxides gracilis (Familie Paradoxididae)

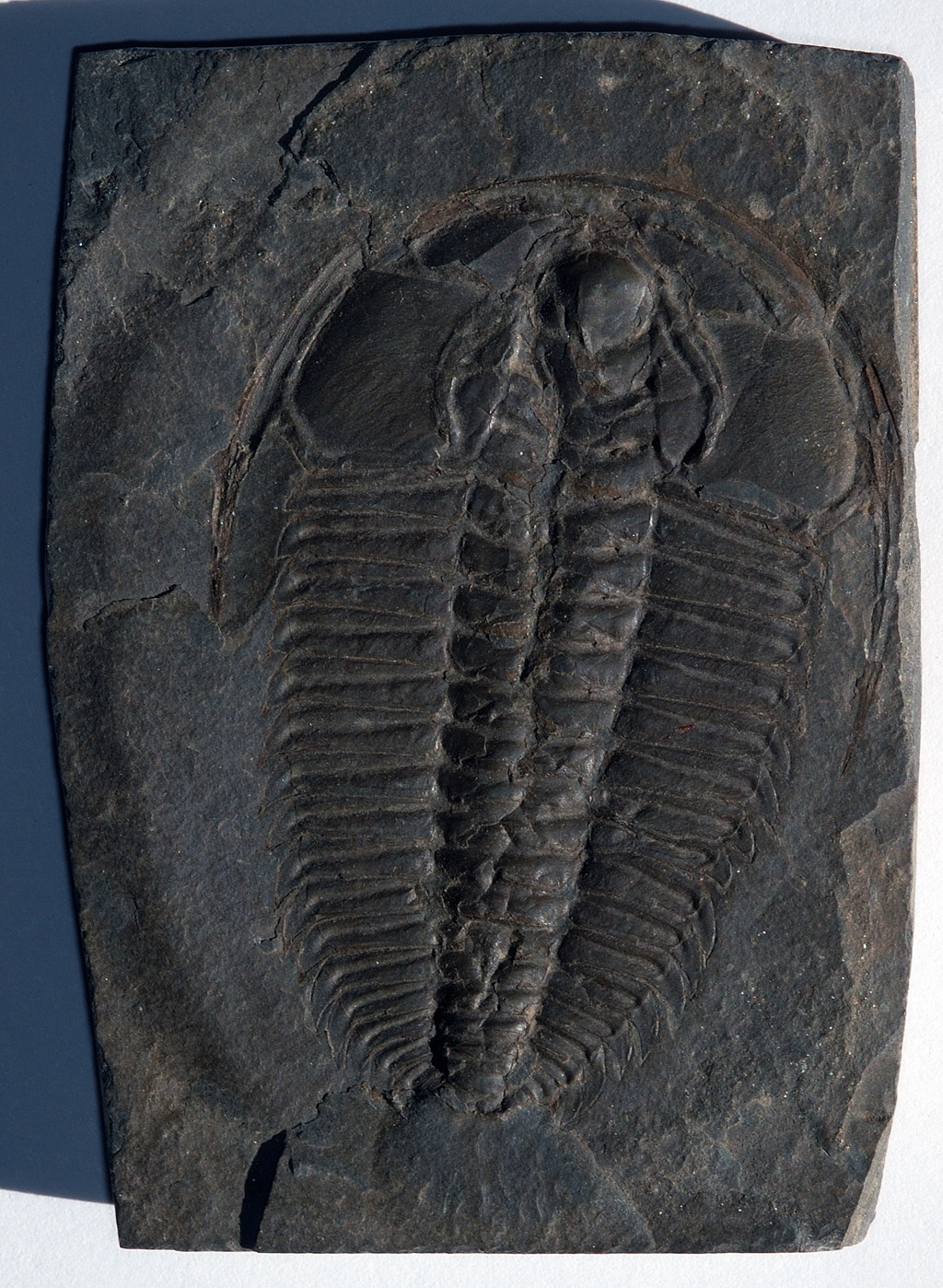
Redlichia (Familie Redlichiidae)

Die Ordnung der Redlichiida wird in zwei Unterordnungen – Olenellina und Redlichiina – und fünf Überfamilien unterteilt.

### Unterordnung Olenellina Walcott, 1890
Überfamilie Fallotaspidoidea
Familien:
- Archaeaspidae
- Daguinaspidae – als Daguinaspinae mittlerweile eine Unterfamilie der Fallotaspidae
- Fallotaspidae
- Judomiidae
- Neltneriidae
- Nevadiidae

Überfamilie Olenelloidea
Familien:
- Holmiidae
- Olenellidae

### Unterordnung Redlichiina Harrington, 1959
Überfamilie Emuelloidea
Familien:
- Emuellidae
- Megapharanaspidae

Überfamilie Paradoxidoidea
Familien:
- Centropleuridae
- (Hicksiidae)
- (Lermontoviidae)
- Paradoxididae
- Xystriduridae

Überfamilie Redlichoidea
Familien:
- Abadiellidae
- Chengkouaspidae (einschließlich Bathynotidae)
- Dolerolenidae
- Gigantopygidae
- Kueichowiidae
- Mayiellidae
- Menneraspididae
- Metadoxididae
- Neoredlichiidae – als Neoredlichiinae Unterfamilie der Redlichiidae
- Redlichiidae
- Redlichinidae
- Saukiandidae (einschließlich Despujolsiidae)
- Yinitidae (manchmal auch einschließlich Langduiidae, obwohl diese gewöhnlich bei den Corynexochida geführt werden)
- Yunnanocephalidae – meist zu den Ptychopariida gestellt

Die systematische Stellung der relativ seltenen Bathynotiden ist noch nicht geklärt, sie können aber aufgrund der Ähnlichkeiten ihrer Panzeroberseite zu den Chengkouaspidae gestellt werden. Sie besaßen Gesichtsnähte und trugen lange Stacheln am Kopfschild und am letzten Brustsegment.
Die Ellipsocephalidae werden gelegentlich als Redlichiida geführt, obwohl sie eigentlich zu den Ptychopariida zählen.